# Górki (powiat pińczowski)
Górki – wieś sołecka w Polsce. położona w województwie świętokrzyskim, w powiecie pińczowskim, w gminie Kije. Leży przy drodze wojewódzkiej nr 766.
W latach 1975–1998 miejscowość należała administracyjnie do województwa kieleckiego.

## Integralne części wsi
| SIMC    | Nazwa     | Rodzaj    |
| ------- | --------- | --------- |
| 0242690 | Glinianki | część wsi |

## Historia
Według spisu powszechnego z roku 1921 we wsi Górki było 30 domów i 154  mieszkańców.